# Made in Japan (album, Deep Purple)
Made in Japan je živé album hard rockové skupiny Deep Purple, které bylo nahráno během tří nocí v Osace a Tokiu. Většina skladeb pochází z alba Machine Head. Bývá označováno za jedno z nejlepších živých alb 70. let.
Toto živé dvojalbum bylo nahráno během tří vystoupení v Japonsku ve dnech 15.-17. srpna 1972 a obsahuje výběr toho nejlepšího z posledních tří studiových LP Deep Purple. Blackmore a Lord se během těchto tří večerů vybičovali k vrcholným výkonům, jeden druhého se snažil během každého sóla trumfnout, což mělo za následek, že jednotlivé skladby trvají od deseti do dvaceti minut. Tento intrumentální „souboj“ byl doplňován neúnavným Gillanovým ječákem, který se stal vzorem pro mnoho podobně orientovaných kapel. Bylo to právě toto album, které odstartovalo nesmírnou popularitu Deep Purple v USA a ukázalo možnosti heavy-metalové hudby.

## Seznam skladeb
1. "Highway Star" – 6:43 (16. 8.)
2. "Child in Time" – 12:17 (16. 8.)
3. "Smoke on the Water" – 7:36 (15. 8.)
4. "The Mule" (bicí sólo) – 9:28 (17. 8.)
5. "Strange Kind of Woman" – 9:52 (16. 8.)
6. "Lazy" – 10:27 (17. 8.)
7. "Space Truckin'" – 19:54 (16. 8.)

Rozšířená verze alba obsahuje navíc skladby:
1. "Black Night" – 6:17 (17. 8.)
2. "Speed King" – 7:25 (17. 8.)
3. "Lucille" (Little Richard/Albert Collins) – 8:03 (16. 8.)

## Sestava
- Ritchie Blackmore – kytara
- Ian Gillan – zpěv
- Roger Glover – baskytara
- Jon Lord – klávesy
- Ian Paice – bicí